# S-Lang
S-Lang (auch: Slang) ist eine plattformunabhängige Skriptsprache von John E. Davis. Sie wird hauptsächlich von Konsolenprogrammen genutzt.
S-Lang besteht aus einem Interpreter und einer betriebssystemunabhängigen Programmbibliothek, die Ein-/Ausgabefunktionen, Bildschirmmanagementroutinen usw. zur Verfügung stellt. Der Interpreter selbst ist ebenfalls eine Bibliotheksfunktion und kann damit leicht in ein Anwendungsprogramm eingebunden werden.
Die Sprachsyntax orientiert sich stark an der Programmiersprache C. Im Unterschied zu vielen Skriptsprachen unterstützt S-Lang auch die meisten numerischen Datentypen von C, bietet demgegenüber aber Erweiterungen für die Fehlerbehandlung sowie Zeichenketten, assoziative Felder und reguläre Ausdrücke. Variablen müssen zwar deklariert werden, können jedoch jeden beliebigen Datentyp annehmen.

## Anwendungen, die S-Lang nutzen (Auswahl)
- Der Texteditor jed
- Der Dateimanager Midnight Commander
- Der Newsreader slrn
- Der Konsolenbrowser lynx
- Der DOS-Emulator Dosemu (für Linux)
- Die Analysesoftware ISIS
- Der Pager most[1]
- Das Widget-Toolkit Newt[2]